# Black & Toc
Black & Toc fue un programa de radio argentino emitido en Radio con Vos.
Marcó el regreso a la radiofonía de Elizabeth "La Negra" Vernaci y Humberto Tortonese, tras un año fuera del aire, luego ser haber sido desvinculados de Rock & Pop.
Durante sus primeras dos temporadas se emitió de lunes a viernes, de 10 a 14 horas (HOA).
Luego de lunes a viernes de 9 a 13 hs por Radio con vos

## Equipo
- Conductora: Elizabeth "La Negra" Vernaci[2]
- Coconductor: Humberto Tortonese
- Personajes: Migue Granados [3]

## Premios y reconocimientos
- Martín Fierro 2016: Labor conducción femenina - Elizabeth Vernaci - Black & Toc en Radio con Vos - Ganadora
- Martín Fierro 2017: Programa de interés general en FM - Black & Toc en Radio con Vos - Ganador
- Martín Fierro 2017: Labor conducción femenina - Elizabeth Vernaci - Black & Toc en Radio con Vos - Ganadora
- Martín Fierro 2018: Labor conducción femenina - Elizabeth Vernaci - Black & Toc en Radio con Vos - Nominada
- Martín Fierro 2018: Analista político - Alejandro Bercovich - Black & Toc en Radio con Vos - Nominado

## Cancelación
Black & Toc salió del aire debido la renuncia de Elizabeth "La Negra" Vernaci, luego de que autoridades de la emisora habrían puesto en duda la continuidad laboral de Humberto Tortonese.